# Reo Yamashita
Reo Yamashita (山下 令雄 Yamashita Reo?), född 19 maj 1998 i Osaka prefektur, är en japansk fotbollsspelare.
Yamashita började sin karriär 2016 i Gamba Osaka.